# Wispe Brouwerij
De Wispe Brouwerij is een onafhankelijke Nederlandse brouwerij in Weesp die zich vooral richt op de regio’s Amsterdam en het Gooi. De bieren worden biologisch gebrouwen. Het bedrijf voert het EKO-keurmerk. Sinds 2012 is de brouwerij lid van CRAFT, de Nederlandse branchevereniging voor bierbrouwerijen. Sinds 2020 brouwt Wispe in eigen brouwerij die gehuisvest is in de Sint-Laurentiuskerk te Weesp. De naamgever van de kerk is de patroonheilige van onder andere bierbrouwers. De brouwerij heeft een capaciteit van 15 hl per brouwsel. Naast de eigen bieren brouwt Wispe ook bieren in opdracht van brouwerijhuurders.

## Geschiedenis

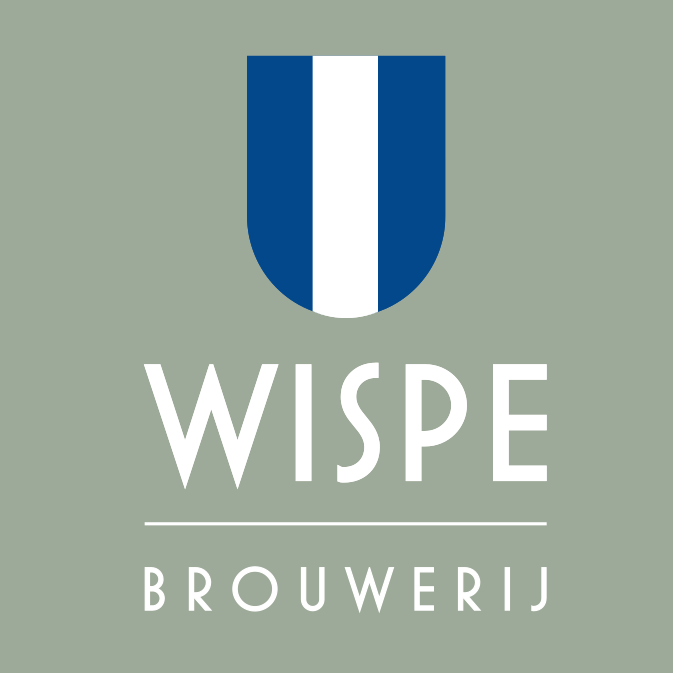
Logo Wispe Brouwerij

De naam Wispe verwijst naar een vroeg middeleeuwse benaming voor Weesp. Met het biermerk werd in 2009 begonnen door de gebroeders Vellenga. Ter promotie werden de eerste flessen Wispe bier door de toenmalige burgemeester van Weesp Bart Horseling symbolisch overhandigd aan de lokale horeca. Sinds 2011 is Wispe het enige Weesper biermerk.
Wispe richt zich op de regionale markt, maar heeft ook verkooppunten daarbuiten. Dat de wortels in Weesp liggen blijkt behalve uit de naam en het logo met de stadskleuren wit en blauw. Als brouwerijhuurder brouwde het bedrijf zijn bieren achtereenvolgens bij Brouwerij De Prael (2009), Brouwerij De Leckere (2010 - 2020) en Sallandse Landbier Brouwerij (2015 - 2020). De productie nam over de jaren toe: van 25 hectoliter in 2009, naar 120 hl in 2013, 207,5 hl in 2014 en 450 hl in 2015.
In 2017 werd begonnen met de inrichting van de Sint-Laurentiuskerk tot brouwerij met proeflokaal. Begin 2020 werd de brouwerij geopend. Door de coronacrisis kwam de bedrijfsvoering echter vrijwel meteen stil te liggen.

## Bieren

### Vast assortiment
- Wispe Blond (6,0%), sinds 2009
- Wispe Wit (4,8%), sinds 2013
- Wispe Tripel (7,6%), sinds 2014
- Wispe IPA (6,4%), sinds 2018
- Wispe Porter (6,8%), sinds 2018
- Wispe 0.5 (0,5%), sinds 2019
- Wispe Dubbel (8,7%), sinds 2021
- Wispe Weizen (5,9%), sinds 2021
- Wispe NEIPA - Roaring Twenties Revival (5,6%), sinds 2021
- Wispe Pils (5,2%), sinds 2021
- Wispe Quadrupel (10,5%), sinds 2022
- Wispe Saison (6,2%), sinds 2022

### Seizoensbieren
- Wispe Bock (7,4%), herfstbok eerste jaar gebrouwen in 2015.[7]
- Wispe Hartenlust (6,8%), jaarlijks gebrouwen met hop van eigen hopveld, eerste jaar gebrouwen in 2021
- Wispe Lentebock (6,4%), eerste jaar gebrouwen in 2022.

### Eenmalige brouwsels
- Wispe Torenblond (6,2%), eenmalig gebrouwen jubileumbier in 2021 als aandenken aan de torenbrand in 2016
- WispEK 20/21 (4,8%), eenmalig gebrouwen bier voor het Europees kampioenschap voetbal 2020 in 2021
- Wispe Gefelicivaccineerd (7,6%), bier uitgebracht ter ere van het coronavaccinatieprogramma in 2021
- Wispe Kalisse stout (6,8%), collaboration brew in 2020 samen met Brouwerij Hoop
- Wispe Tripel Jenever (8%), eenmalig gebrouwen in 2017 samen met Anker Weesp
- Wispe Lager (5%), collaboration brew in 2017 samen met KEK! bier en de Naeckte Brouwers

## Prijzen
Wispe Dubbel - tweemaal goud op de European Beer Challenge
Wispe Quadruppel - Zilver op de Dutch Beer Challenge 2024
Amsterdamse Communicatieprijs 2021